# Isole Ascrib
Le Isole Ascrib (in inglese Ascrib Islands) sono un piccolo gruppo di isole situato nel Loch Snizort, un tratto di mare compreso fra le due penisole di Waternish e Trotternish al largo della costa nord-ovest di Skye, nell'Highland, Scozia.
Le sette isole, tutte disabitate, sono le seguenti (da nord a sud):
- Eilean Iosal
- Eilean Creagach
- Sgeir a' Chuain
- Sgeir a' Chapuill
- Eilean Garave
- South Ascrib
- Scalp Rock

Attualmente, insieme ad Isay e Loch Dunvegan, sono considerate una Zona speciale di conservazione per la presenza di colonie di riproduzione della foca comune.
Esiste solamente un'abitazione situata sull'isola di maggiore superficie chiamata South Ascrib.
Le isole vennero messe in vendita alla fine degli anni novanta venendo successivamente acquistate da Lord Peter Garth Palumbo.